# 枫丹欧布瓦
方丹欧布瓦（法語：Fontaine-au-Bois，法語發音：[fɔ̃tɛn o bwa]）是法国上法兰西大区北部省的一个市镇，位于该省东部，属于埃尔普河畔阿韦讷区。

## 地理
方丹欧布瓦（50°8'20"N, 3°39'6"E）面积7.68 平方千米，位于法国上法蘭西大區北部省，该省份为法国最北部的省份及最长的省份，西北濒北海，西接加来海峡省，南至埃纳省和索姆省，东与比利时接壤。
与方丹欧布瓦接壤的市镇（或旧市镇、城区）包括：罗贝萨尔、布西、朗德勒西、洛基尼奥勒、奥尔。
方丹欧布瓦的时区为UTC+01:00、UTC+02:00（夏令时）。

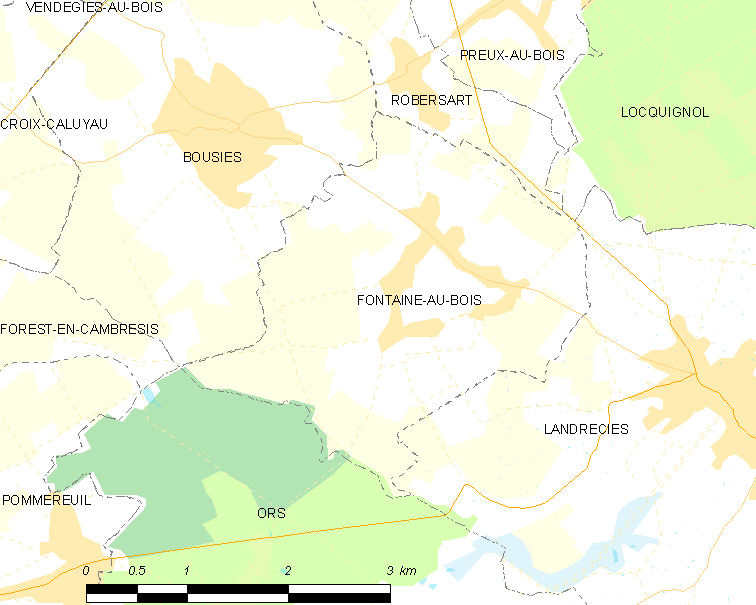
方丹欧布瓦的OSM定位图

## 行政
方丹欧布瓦的邮政编码为59550，INSEE市镇编码为59242。

## 政治
方丹欧布瓦所属的省级选区为埃尔普河畔阿韦讷县。

## 人口

1962-2008年间方丹欧布瓦人口变化图示

方丹欧布瓦于2022年1月1日时的人口数量为691人。